# Городок 1-ый
Городок 1-ый — деревня в Фировском районе Тверской области. Входит в состав Великооктябрьского сельского поселения.

## История
Входила в состав Кузнецовской волости Вышневолоцкого уезда.
В 1859 году в деревне 8 дворов, 77 жителей. По данным 1886 года в деревне 17 дворов, 111 жителя.

## География
Находится в 15 километрах к юго-востоку от районного центра посёлка Фирово, в 8 км от посёлка  Великооктябрьский, на берегу реки Цны.

## Население
| 2010 |
| ---- |
| 19   |

Согласно результатам переписи 2002 года, в национальной структуре населения русские составляли 100 % от жителей.